# WikiAnswers
WikiAnswers er en engelsksproget markedsføring-understøttet wiki-baseret webside, der er nu en del af Answers.com. Brugere i WikiAnswers kan indsende og svare spørgsmål, og kan redigere eksisterende spørgsmål og svar.

## Historie
WikiAnswers blev oprettet i 2002 af Chris Whitten med navnet FAQ Farm. I 2006, websiden blev tagt af og sluttet sammen med Answers.com.

## Positioner
WikiAnswers har mange positioner, der er givet til brugerne:
- Contributors (Bidragydere)
- Supervisors (Inspektører)
- Premier Answerers (Premieresvar)
- Special Project Assistants (Specielle Projektassistenter)
- Mentors (Mentorer)
- Bug Catchers (Fejlsøger)
- Vandal Patrol (Vandalpatrulje)
- Community Outreach (behøver oversættelse til dansk)
- WikiReviewers (WikiAnmeldere)
- WikiAnswers’ Influential Teens (WIT) (WikiAnswers' Indflydelsesrige Teenagere)

## Popularitet
I august 2013, WikiAnswers havde 19.000.000 svar, mere end 8,500 kategorier, og mere end 29.000.000 bidragydere. I den samme måned, webinformationvirksomheden Alexa Internet grader WikiAnswers og dens søsterwebsider som den 193. mest populære webside på internettet.

## Externe henvisninger
- WikiAnswers Arkiveret 7. januar 2009 hos  Wayback Machine